# Shahrestān di Dowreh
Lo shahrestān di Dowreh (farsi شهرستان دوره) è uno dei 10 shahrestān del Lorestan, il capoluogo è Sarab Dowreh. Precedentemente era parte del territorio dello shahrestān di Khorramabad.